# ASJ Soyaux
ASJ Soyaux (Association Sportive Jeunesse de Soyaux Charente) er en fransk fodboldklub for kvinder, baseret i Soyaux. Klubben blev etableret i 1968 og spiller pr. 2019 i Division 1 Féminine. Klubben vandt det franske mesterskab i 1984.